# Шахманово (Нижегородская область)
Шахма́ново — село в Большемурашкинском районе Нижегородской области, в составе Холязинского сельсовета.

## География
Село Шахманово расположено в 77 км к юго-востоку от Нижнего Новгорода, на севере Большемурашкинского района (до той точки, где район граничит одновременно с Кстовским и Лысковским районами, от Шахманова менее 2 км). Село находится на левом берегу Сундовика (правого притока Волги); высота над уровнем моря 97 м. Райцентр Большое Мурашкино располагается в 15 километрах южнее села.
Вследствие того, что на территории села Шахманово за несколько тысяч лет до н. э. находился язык отходящего на север вместе с глобальным потеплением ледника, вода в данной местности предельно жёсткая. Большое количество солей кальция, магния, калия содержит и растительность в данной местности. По этой причине в XVII веке в округе села Шахманово добывали шадрик и поташ для всей России, экспортировали их и в Европу.

## Инфраструктура
По состоянию на 2012 год, в Шахманове около ста домов. В Шахманове имелся водопровод, к цельнометаллической водонапорной башне было подведено пять колонок общего пользования, находившихся на улице. В настоящее время есть фельдшерско-акушерский пункт, магазин, дважды в день вдоль окраины села проходит маршрут рейсового автобуса Большое Мурашкино — Ивановское. В 1989 году по селу проложена асфальтная дорога. В 1988 году были произведены строительно-земляные работы по сооружению плотины через Салай, впадающий в Сундовик напротив села, таким образом менее чем в километре от Шахманова в 1989 году образовался пруд с общим запасом воды свыше 700 000 м³. Площадь водного зеркала этого пруда — 20 гектаров, длина — 1500 метров, ширина — 200 метров, глубина — 12 метров. С момента возведения гидротехнического сооружения плотина оборудована сварным металлическим сифонным водосбросом диаметром более метра, врытым в её гребень.

## История
В качестве посопного села, крестьяне которого платили натуральный оброк хлебом, Шахманово известно со второй половины XVI века. Впервые оно было упомянуто в Писцовой книге Василия Борисова 1588 года. В Писцовой книге население села Шахманово с деревнями в своём большинстве было приписано к внутренним дворцовым административно-территориальным единицам Закудемского стана Нижегородского уезда, то есть к землям Нижегородского уезда, простирающимся в восточном направлении от Кудьмы. В 1588 году к селу «тянули» 4 деревни и 1 пустошь, население которых, платившее оброки в казну, по своему этническому составу было в основном мордовским, занималось бортничеством, охотой, рыболовством.
По сохранившимся сведениям из Дозорной книги Семёна Языкова 1614 года, к этому моменту Шахманово и окружающие его поселения образовали Шахмановскую дворцовую волость в составе Нижегородского уезда. В первой половине XVII века служилое землевладение на территории Нижегородского уезда быстро развивалось, и подавляющее большинство населённых пунктов дворцовых волостей (Лысковской, Княгининской, Шахмановской) и административных образований мордвы и бортников (таких как, например, «Мордва Ватская», «Мордва Запьянская» — всего 7 мордовских территориальных образований) стали за это время владениями феодалов и перешли в Закудемский стан.
В условиях массового перевода поселений в разряд вотчинных владений феодалов местное население активно искало поддержки в лице монастырей и церкви. Чтобы заручиться ею, крестьяне готовы были пойти на значительные уступки. 19 (29) июля 1614 года крестьянин нижегородского села Шахманова Осип Никитин по прозвищу «Шишка» за своё пострижение в Троицком монастыре дал Дионисию (архимандрит Троице-Сергиевой лавры) половину мельницы на реке Сундовике на рубеже Нижегородского уезда с дворцовой Мурашкинской волостью, входящей в Курмышский уезд.
Согласно «Нижегородскому топонимическому словарю» Николая Морохина, название связано с шахманом — старинной дорогой из Нижнего Новгорода на Симбирск, которая проходила вблизи села и которая с XVII века самым быстрым образом стала вести на Урал до Тобольска. Другое название села — Шихманово (Урусов).
Неотъемлемым элементом инфраструктуры поволжских торговых сёл выступала таможня. При организации нижегородской сельской торговли в XVII веке таможенные избы обычно располагались непосредственно на торговой площади, посреди лавок и возов. В них собирались прибыли от питейных заведений, перевоза, торговли. С начала XVII века такая изба действовала в Шахманове. Другая таможенная изба, ближайшая к Шахманову, располагалась при этом в Вельдеманове.
Чаще всего сельский торг действовал один раз в неделю. В этот день к сельскому храму подъезжали крестьяне из окрестных сёл и деревень и с возов предлагали свой наработанный товар. В мурашкинской округе такие импровизированные, но быстро ставшие привычными торги по субботам были в сёлах Шахманово и Григорово. Кроме того, близ Нижнего Новгорода в субботу устраивались торговые дни в Городце. Соответственно, если село было государственным, то деньги от торгов через откупщиков направлялись в государственную казну, если частновладельческим — владельцу имения. В самом начале XVII века торг в Шахманове был на откупе (до 1614 года его брали на откуп крестьяне этого же самого села, и в то время в государственную казну они приносили порядка 10 рублей в год).
В 1614—1620 годах дворцовые земли начали активно раздаваться правительством в качестве поместий и вотчин. Это была политика государства, рассчитанная на укрепление и поднятие мощи боярского и дворянского сословий. В платёжницах 1615 года отмечается, что земли дворцового села Шахманово перешли в разряд поместных земель.
К 1629 году Шахманово перешло в число вотчинных владений боярина Семёна Васильевича Головина. Начальный период процесса раздачи дворцовых земель в вотчины и поместья отразила Писцовая книга Дмитрия Лодыгина 1621/22—1623/24 годов в части, касающейся землевладений Закудемского стана, а также Платёжная книга 1629 года, составленная на её основе. В указанной Писцовой книге при описании Закудемского стана был создан специальный раздел, обозначенный следующим образом: «Из государевых царёвых и великого князя Михаила Фёдоровича всея Руси Нижегородских посопных дворцовых и бортных сёл и из мордовских земель за вотчинники и за помещики». Как показывает анализ источников, большинство земель Закудемского стана с сёлами и деревнями, пашней, обширными лесными, в том числе бортными, угодьями отошли в вотчины не нижегородцам, а представителям знатнейших фамилий Московского государства того времени — князю Ивану Михайловичу Воротынскому, боярину Михаилу Борисовичу Шеину, боярину Семёну Васильевичу Головину, стольнику Борису Ивановичу Морозову, боярину князю Борису Михайловичу Лыкову, окольничему Артемию Васильевичу Измайлову и другим. В Платёжной книге 1629 года о вотчинной даче Семёна Васильевича Головина сказано следующее: «Боярина Семена Васильевича Головина с вотчины за службу за немецкий поход и за Московское осадное сидение с села Шахманова да з деревни Чернушки без жеребья, с села Кишкина с живущего со 16 чети, да с вотчины ж за Московское осадное сидение в королевичев приход из Мордовских земель с села Пумры з живущего с 17 четьи с третником и обоего с пол-пол-полтрети сохи — 25 алтын и те деньги на нынешний 137 год взяты сполна».

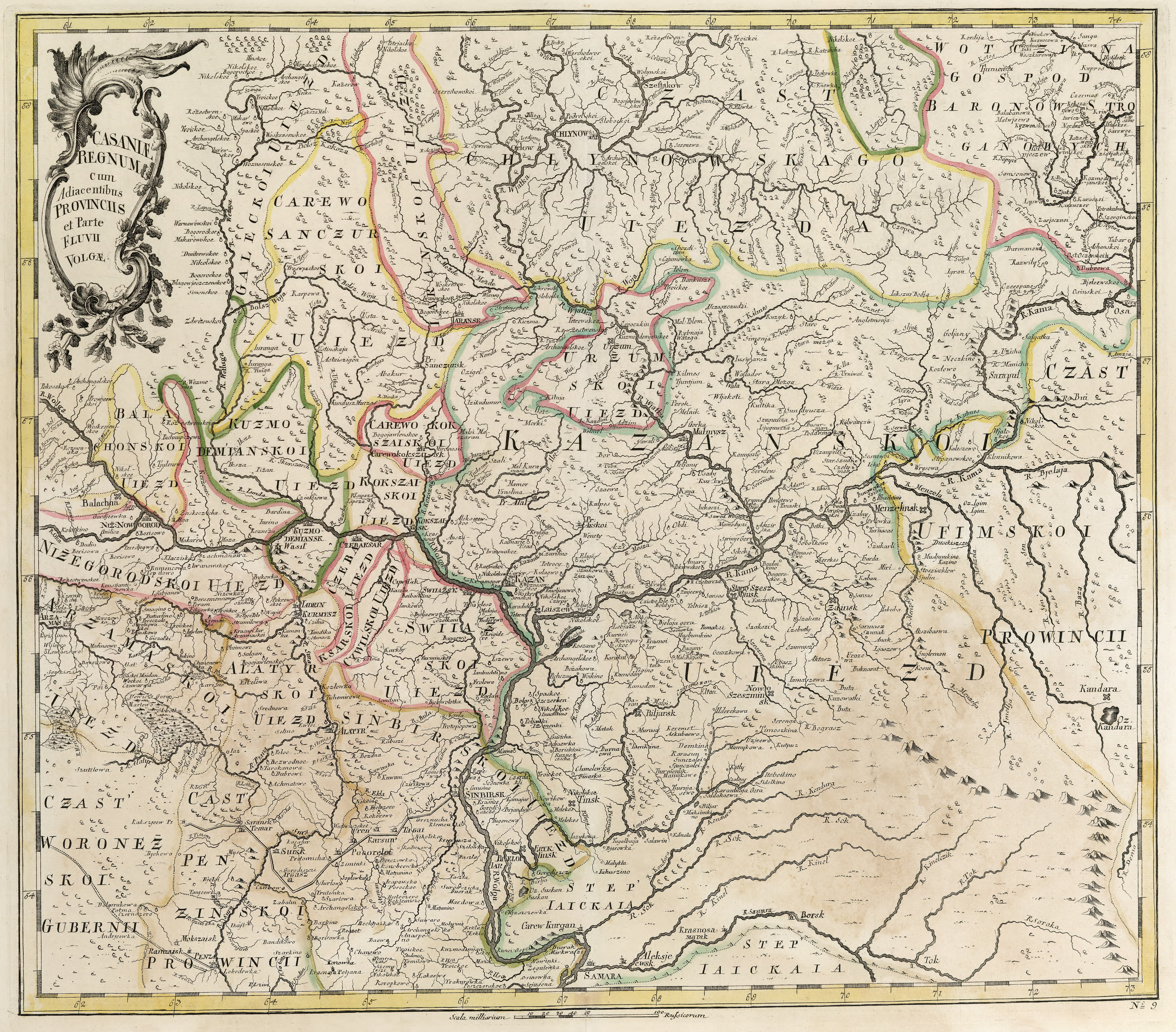
Первый атлас Российской империи, 1745:
Nižegorodskoi Uiezd в западной части карты, на левом берегу Сундовика — село Szachmanowa

В 1722—1723 годах Шахманово продолжало входить в Нижегородский уезд. К этому времени близ косогора в центре села на каменном фундаменте была возведена деревянная Церковь в честь Преображения Господня, на то время её причт состоял из священника (Андрея Галактионова) и дьякона (Дмитрия), пахотной церковной земли было 12 десятин в трёх полях, сенных покосов — на 100 копён, приходских крестьянских дворов числом было пятьдесят два.
С образованием в конце XVIII века в составе Нижегородского наместничества Княгининского уезда, Шахманово перешло в его состав.
В Атласе Менде 1850 года населённый пункт фигурирует как «С. Шахматово».
В 1859 году изветшавший храм был обновлён и к нему была пристроена новая колокольня.
На почвенной карте Нижегородской губернии в целом (1886) село обозначается уже современным образом — Шахманово.
После революции 1917 года в Шахманово бежала Раиса Евгеньевна Капнист (около 1862 — ?) — попечительница различных светских образовательных учреждений, основавшая в 1912 году семиклассную гимназию в Ченстохове Петроковской губернии, вдова графа Ивана Михайловича Капниста (1857—1897) — окружного контролёра Пензенского губернского акцизного управления (1888—1897). Их дочь в это время смогла эмигрировать во Францию. В Шахманове графиня Раиса Евгеньевна Капнист регулярно посещала местный православный храм в честь Преображения Господня.
В 1923 году Большемурашкинская волость из расформированного Княгининского уезда перешла в состав Лысковского уезда, так Шахманово стало частью Лысковского уезда. 29 июня 1929 года был организован Большемурашкинский район с центром в селе Большое Мурашкино, и территория Шахманово снова вошла в состав Большемурашкинского района; на плотине, перегораживающей Сундовик, была установлена динамо-машина.
По данным Всесоюзной переписи мелкой (нецензовой, в частности ремесленной) промышленности 1929—1930 годов (по плану, согласованному Центральным статистическим управлением СССР с ВСНХ), село входило в Лубянецкое онучное гнездо по производству онучного сукна, в которое кроме него входили ещё сёла Лубянцы (оно выступало центральной усадьбой), Холязино, Папулово, а также деревни Чернуха и Городищи.
В двух километрах на северо-запад от села в верховьях Сосновского оврага до 1950-х годов находилась деревня Сосновка, в которой было налажено дегтярное производство. Выкуркой дёгтя местные жители занимались с глубокой осени по март посреди лесного массива под названием Дегтярка. Он представлял собой заросли орешника в двух километрах на запад от села (2 км южнее Сосновки).
Шахмановская церковь отапливалась печью-голландкой, местоположение которой устанавливается по фиксационному чертежу 1926 года: печь располагалась почти вплотную к деревянным стенам в северо-западном углу трапезной недалеко от прохода в колокольню. Церковный погост, располагавшийся на противоположной стороне оврага, был обнесён «каменной оградой с деревянным крашеным частоколом». Сведений о каких-либо постройках на территории сельского кладбища в архивных документах не обнаружено.
В 1926 году в соответствии с обязательным постановлением Президиума Нижегородского губернского исполнительного комитета от 11 августа 1924 года № 93 были проведены замерные работы; на их основе оформлены фиксационные чертежи церкви в честь Преображения Господня в селе Шахманово. Работы, проводившиеся в спешке, дали о себе знать: эти чертежи отличаются схематичностью и изобилуют фактическими ошибками, особенно в изображении внутренних перекрытий колокольни. В начале 1930-х годов богослужение в церкви было прекращено.
Перед тем как впоследствии было принято решение по переоборудованию религиозного сооружения, его фиксационные чертежи были приняты Управлением делами Нижегородского губернского инженера на учёт в Архив Нижегородского губернского исполнительного комитета.
Осенью 1938 года церковь в честь Преображения Господня в селе Шахманово была закрыта. Впоследствии её помещение было переоборудовано под школу-восьмилетку.
В апреле 1963 года Большемурашкинский район был вновь расформирован, его территории переданы в подчинение Кстовскому, Лысковскому и Перевозскому районам. Селения Ивановского сельского совета, в состав которого на тот момент входило и Шахманово, были переданы в Лысковский район.
27 января 1965 года Большемурашкинский район был в очередной раз восстановлен на прежней территории. От Лысковского района он получил селения Ивановского сельского совета, в том числе и Шахманово.
7 сентября 2009 года Ивановский сельсовет прекратил существование, и село Шахманово вошло в объединённый Холязинский сельсовет.